# Marie-Hélène Dasté
Marie-Hélène Dasté, född Copeau den 2 december 1902 i Kongens Lyngby, Danmark, död den 28 augusti 1994 i Beaune, Frankrike, var en fransk skådespelare.

## Filmografi (i urval)
- 1939 – Körkarlen
- 1941 – Mordet på jultomten
- 1949 – Singoalla
- 1958 – Ett liv
- 1965 – Hämnd på tjallare

### Webbkällor
- Marie-Hélène Dasté på Svensk Filmdatabas
- Marie-Hélène Dasté på Internet Movie Database (engelska)